# Бранка Невистић
Бранка Невистић (Дувно, 12. новембар 1968) српска је водитељка и новинарка.

## Биографија
Бранка је рођена у Дувну 12. новембра 1968. године. Преселила се у Београд са осамнаест година. Своју каријеру започела је 1995. године на БК телевизији. По гашењу канала прелази на РТС где води Дневник 2.
Године 2005. прелази у продуцентску кућу "Адреналин" где води квиз Пирамида. Потом је радила на ТВ Атлас затим ТВ Кошава па потом на Првој српској телевизији и након тога на телевизији Пинк да би се 2014. вратила у продуцентску кућу "Адреналин".
Из везе са Момчилом Лаврнићем има сина Луку.